# Bas Giling
Bastiaan ("Bas") Giling (Alkmaar, 4 november 1982) is een Nederlands voormalig wielrenner.
Hij werd in 2005 prof bij de T-Mobile ploeg. Daarvoor reed hij drie jaar in het trade team III van Rabobank. In 2004 werd hij Nederlands kampioen bij de beloften. Giling is een zoon van meervoudig Nederlands kampioen marathonschaatsen Co Giling en een neef van Jos en Matthé Pronk

## Belangrijkste overwinningen
2003
- 4e etappe Ronde van Luik

2004
- 2e etappe deel B Triptyque des Monts et Châteaux
- Proloog Ronde van Thüringen
- Nederlands kampioen op de weg, Beloften

## Resultaten in voornaamste wedstrijden
| Jaar | Ronde van Italië | Ronde van Frankrijk | Ronde van Spanje |
| ---- | ---------------- | ------------------- | ---------------- |
| 2006 |                  |                     | 125e             |
| 2007 |                  |                     |                  |
| 2008 |                  |                     |                  |

| Jaar | Gent-Wevelgem | Ronde van Vlaanderen |
| ---- | ------------- | -------------------- |
| 2006 |               |                      |
| 2007 | 77e           | 32e                  |
| 2008 |               | 51e                  |

Wielerploegen van Bas Giling
Aernouts ·
ten Dam ·
Dekkers ·
De Weert · 
Elijzen ·
Eltink ·
Giling ·
Hesjedal · 
Hoeben · 
Hutten · 
van Hummel ·
de Knegt ·
de Kort ·
Louwers ·
Möhlmann ·
Mouris ·
Posthuma ·
Scheuneman ·
Sutherland ·
Verhagen ·
Weening
Aernouts ·
ten Dam ·
Dekker ·
Dekkers ·
Elijzen ·
Eltink ·
Giling ·
Groenendaal · 
Hesjedal · 
van Hummel ·
de Knegt ·
Kohl ·
de Kort ·
Mouris ·
Posthuma ·
Scheuneman ·
Sutherland ·
Vastaranta · 
Verhagen ·
Weening
Aldag ·
Baumann ·
Burghardt ·
Giling ·
Guerini ·
Hiekmann ·
Ivanov ·
Jakovlev ·
Kessler ·
Klier ·
Klöden ·
Kohl ·
Konečný ·
Korff ·
Lara ·
Nardello ·
Pollack ·
Schaffrath ·
Schmitz ·
Schreck ·
Sevilla ·
Steinhauser ·
Ullrich ·
Vinokoerov ·
Werner ·
Wesemann ·
Zabel ·
Bengsch (stagiair) ·
Martens (stagiair) ·
Westphal (stagiair)
Baumann ·
Bernucci ·
Burghardt ·
Davis ·
Gerdemann ·
Giling ·
Greipel ·
Guerini ·
Hontsjar ·
Ivanov ·
Kessler ·
Kirchen ·
Klier ·
Klöden ·
Kohl ·
Korff ·
Ludewig ·
Mazzoleni ·
Nardello ·
Pollack ·
Raboň ·
Rogers   ·
Schmitz ·
Schreck ·
Sevilla (tot 31/07) ·
Sinkewitz ·
Ullrich (tot 31/07) ·
Wesemann ·
Ziegler ·
Cavendish (stagiair) 
van Dijk · 
Gajek ·
Giling ·
Leben ·
Ludewig ·
Musiol ·
Odebrecht · 
Pollack ·
Radochla ·
Retschke ·
Schmidt ·
Schulze · 
M. Velits ·
P. Velits ·
Wagner · 
Wesemann
Božič ·
Criel ·
Giling · 
Gołaś ·
Kolesnikov ·
Kopp ·
Lagoetin ·
Marcato ·
Persson ·
Pronk ·
Roedaskov · 
Selvaggi · 
Smith ·
Suray ·
Van Der Schueren ·
Vinther ·
Wesemann